# Júlia Pons Genescà
Júlia Pons Genescà (Matadepera, Vallès Occidental, 27 de juliol de 1994) és una jugadora d'hoquei sobre herba catalana.
Formada al Matadepera 88 Hoquei, jugà amb el Club Deportiu Terrassa, amb el qual guanyà dos Campionat de Catalunya (2012-13, 2016-17). Al final de la temporada 2020-21, fitxà pel Braxgata Hockey Club de la lliga belga, i l'any següent, tornà a la lliga estatal competint amb el Club Egara. Amb el club egarenc, aconseguí un Campionat de Catalunya (2023-24). La temporada 2024-25 tornà al CD Terrassa. Internacional amb la selecció espanyola en 179 partits, debutà amb divuits divuit anys. Ha participat en quatre Campionats d'Europa, destacant la medalla de bronze aconseguida a l'Europeu de 2019. També participà en el Campionat del Món de 2018, on aconseguí la medalla de bronze i fou jugadora de reserva del combinat estatal als Jocs Olímpics de Rio de Janeiro 2016. Quatre anys més tard, competí als Jocs Olímpics de Tòquio 2020, classificant-se en la setena posició.

## Palmarès
Clubs
- 2 Campionats de Catalunya d'hoquei sobre herba femení: 2012-13, 2016-17

Selecció espanyola
- 1 medalla de bronze als Campionats del Món d'hoquei sobre herba: 2018
- 1 medalla de bronze als Campionats d'Europa d'hoquei sobre herba: 2019